# 湖北省襄阳市中级人民法院
湖北省襄阳市中级人民法院（简称襄阳中院）是中华人民共和国湖北省襄阳市的中级人民法院。

## 历史沿革
1949年11月，襄阳专署设立司法科，负责法制宣传、民事纠纷调解和案件审理。1951年6月，撤销司法科，设立湖北省人民法院襄郧分院。1952年，郧阳专署并入襄阳专署，改称湖北省人民法院襄阳分院。1955年2月，改为襄阳地区中级人民法院。文化大革命前期由公安机关军事管制小组行使审判权，1972年10月恢复。
1950年，襄樊市人民政府建立司法科，1951年12月改为襄樊市人民法院。文化大革命前期由襄樊市公安机关军事管制小组行使审判权，1972年12月恢复。1979年，襄樊市升格为省辖市，襄樊市人民法院改建为襄樊市中级人民法院。
1983年8月19日，国务院批准撤销襄阳地区，其行政区域并入襄樊市。1983年10月，襄阳地区中级人民法院和襄樊市中级人民法院合并，成立新的襄樊市中级人民法院。
2010年11月26日，国务院批复同意襄樊市更名为襄阳市。2010年12月，襄阳市中级人民法院正式挂牌。
2013年6月，正式开通免费网上案件流程查询系统。

## 机构设置
综合部门
- 办公室
- 政治部
- 监察室
- 法警队
- 司法行政处
- 机关党委
- 老干部科

业务部门
- 立案一庭
- 立案二庭
- 刑事审判第一庭
- 刑事审判第二庭
- 民事审判第一庭
- 民事审判第二庭
- 民事审判第三庭
- 民事审判第四庭
- 行政审判庭
- 知识产权庭
- 未成年人综合审判庭
- 执行局
- 审判监督庭
- 赔偿办
- 审判管理办公室
- 研究室
- 司法技术处

## 历任领导
| 院长 - 王秋隆（2011年4月－2016年12月） - 武星（2017年1月－2019年12月） - 邹磊（2020年1月7日－） 副院长 | 党组书记 |

## 知名案例
- 董立泉受贿案（1991年）
- 蒙牛投毒案（2004年）[3]
- 王永春案（2015年）[4]